# Liostethus pugio
Liostethus pugio är en insektsart som beskrevs av Ludwig Redtenbacher 1891. Liostethus pugio ingår i släktet Liostethus och familjen vårtbitare. Inga underarter finns listade i Catalogue of Life.